# Ammersee
De Ammersee is een meer in de Duitse deelstaat Beieren. Het meer is met een oppervlakte van 46,6 km² in grootte het derde meer van Beieren, na de Chiemsee en de Starnberger See. De Ammersee ligt ongeveer 35 kilometer ten westzuidwesten van München. Het meer strekt zich langgerekt uit over een 15km van zuid naar noord.

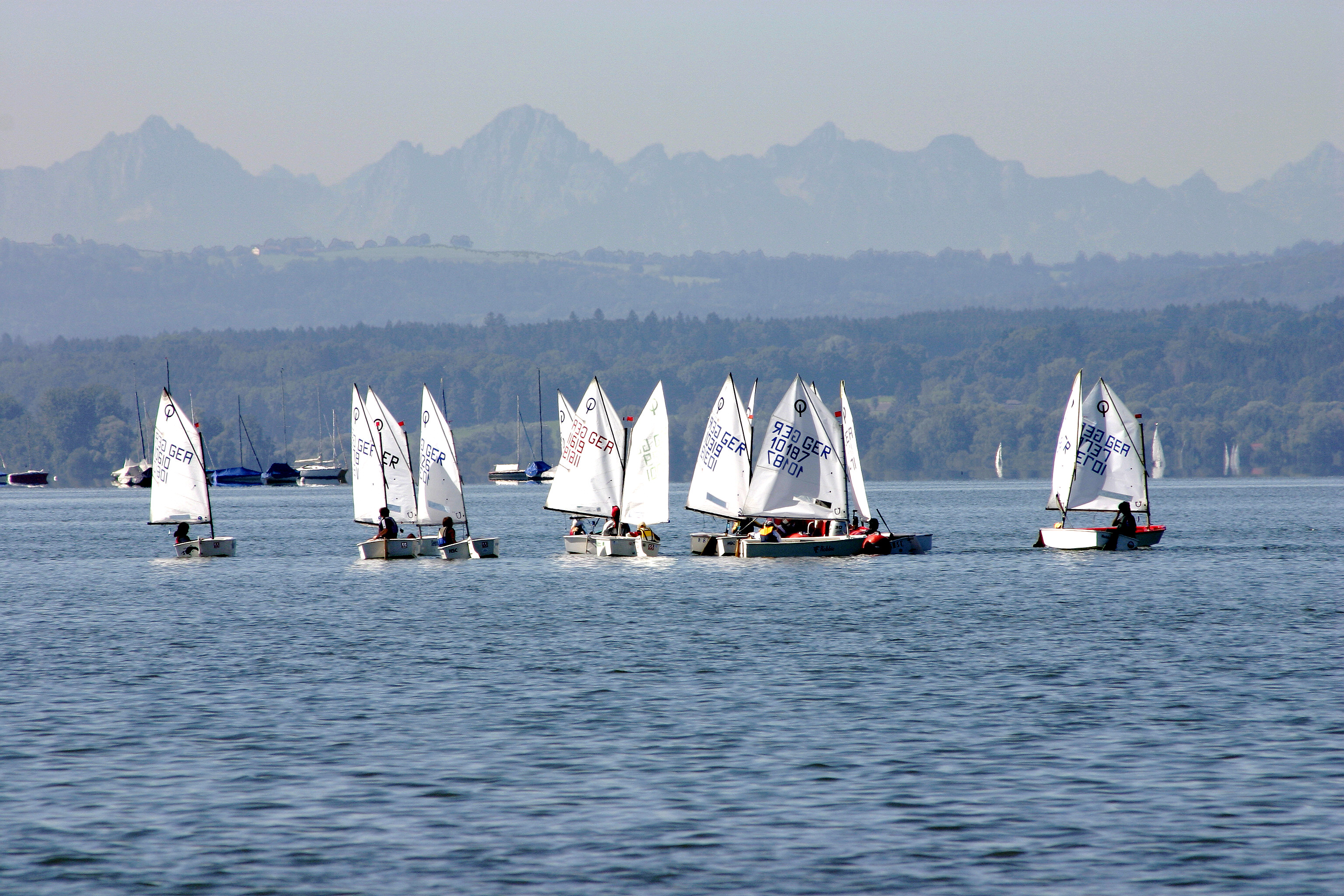
Ammersee met de Alpen op de achtergrond